# Ároktő
Ároktő es un pueblo húngaro perteneciente al distrito de Mezőcsát, condado de Borsod-Abaúj-Zemplén.

## Superficie
Cuenta con una superficie de 46,41 km².

## Demografía
Hasta 2024 la población era de 1017 habitantes, con una densidad de población de 21,91 hab/km².
| Gráfica de evolución demográfica de Ároktő entre 2020 y 2024 |
|                                                              |
| Datos según la Oficina Central de Estadística de Hungría.    |